# 櫻美勝志
櫻美勝志（日语：／ Sakurabi Katsushi），日本男性動畫師、動畫演出家、動畫導演。J.C.STAFF所屬。
有時以本名表示。
代表作有《少女革命歐蒂娜》（演出、原畫、佈局監修）、《甦醒的天空 -RESCUE WINGS-》（導演）等。
其它還有參加《科學超電磁砲》系列、《虎與龍》等其它J.C.STAFF作品的演出、佈局監修的工作。

## 風格
其特點是佈局精巧，透過人物的細緻動作產生情感。有許多情感的表達是透過落在人物身上的光和影來表達的。
在接受採訪時表示，自己「不太喜歡所謂的『萌』和殘酷的描寫」「心中有著『動畫是美好的東西』這樣的幻想」。像是《真月譚 月姬》、《後天的方向。》的故事最大限度地減少了原作的黑暗和殘酷的描繪，結局給人留下了深刻的印象。
據看到其分鏡的原作者和同人書的採訪者透露，說明和其他細節都寫得非常詳細。此外，鈴村健一、藤村步等許多在他的導演作品中出現的配音員和工作人員表示，他們「經常透過圖像而不是對話來表達（角色的感受和處境）」。
他也表示，在工作中總是會準備一個「裝置」。《高機動幻想 ～嶄新之行軍歌～》故事一開始時，在速水厚志和芝村舞兩人相遇的人行橋的場景中，舞站在上方，速水站在下方，而速水抬頭看向舞。這表達了兩人初次見面時的關係，而這座人行橋在劇中多次出現，在最終話的ED中，速水走上人行橋，看著舞站在橋中央的場景表達了他們的關係終於變得平等了。
影響本身的作品是「迄今為止我所看到的所有作品」。

## 參加作品

### 電視動畫
1986年
- 機器勇士 克羅諾斯的大逆襲（—1987年，動畫）

1991年
- 勇者鬥惡龍 達伊的大冒險 (1991年版)（—1992年，原畫）

1992年
- 太空奧茲的冒險（日语：スペースオズの冒険）（—1993年 ，原畫）

1994年
- DNA²（原畫）
- 橘子醬男孩（—1995年，原畫）

1995年
- 夢幻遊戲（—1996年，原畫）

1997年
- 少女革命歐蒂娜（演出、原畫、佈局監修）

1998年
- 女棒甲子園（原畫）
- 魔術士歐菲（—1999年，分鏡、演出）

1999年
- 天使的呼喚（日语：セラフィムコール）（原畫）
- 迷糊女戰士（—2000年，分鏡）

2000年
- 純情房東俏房客（分鏡、演出）

2001年
- PROJECT ARMS（分鏡）
- 小小雪精靈（—2002年，分鏡、演出）
- Cosmic Baton Girl 彗星公主☆（—2002年，原畫）

2002年
- 青出於藍（分鏡、演出）

2003年
- 高機動幻想 ～嶄新之行軍歌～（日语：ガンパレード・マーチ 〜新たなる行軍歌〜）（導演、分鏡、演出、佈局監修、ED分鏡&演出）
- 真月譚 月姬（導演、分鏡、演出、原畫、OP演出、ED演出）

2004年
- 忘却的旋律（演出、原畫）
- 薔薇少女（分鏡）

2005年
- 我們的仙境 ～Heartful days（分鏡）
- LOVELESS（分鏡）

2006年
- 甦醒的天空 -RESCUE WINGS-（日语：よみがえる空 -RESCUE WINGS-）（導演、分鏡、OP分鏡&演出、ED分鏡&演出&原畫）
- 後天的方向。（導演[1]、分鏡、OP分鏡&演出&原畫、ED分鏡&演出）

2007年
- 交響情人夢（演出）
- 偶像大師 XENOGLOSSIA（演出）

2008年
- 死後文（副導演、演出、原畫）
- 魔法禁書目錄（—2009年，演出、原畫）
- 虎×龍！（—2009年，演出、原畫）

2009年
- 初戀限定。（原畫）
- 青之花（分鏡、演出）
- 科學超電磁砲（—2010年，佈局監修）

2010年
- 無法掙脫的背叛（導演[2]、分鏡、演出）
- 魔術禁書目錄II（—2011年，佈局監修、原畫）

2011年
- 神的記事本（導演[3]、分鏡、ED分鏡&演出）

2012年
- 在那個夏天等待（分鏡、演出）
- 櫻花莊的寵物女孩（分鏡、演出、OP1分鏡&演出）

2013年
- 科學超電磁砲S（演出）
- 校園剋星 ～Refrain～（演出）

2014年
- 魔女的使命（分鏡、演出）
- selector infected WIXOSS（分鏡、演出、原畫）
- selector spread WIXOSS（分鏡、演出）

2015年
- 在地下城尋求邂逅是否搞錯了什麼（分鏡、演出、原畫）
- 監獄學園（演出、佈局監修）

2016年
- 飛翔的魔女（導演[4]、分鏡、演出）
- Lostorage incited WIXOSS（導演、分鏡、演出）

2017年
- 愛麗絲與藏六（導演[5]、分鏡）
- 泥鯨之子們在沙地上歌唱（分鏡、演出、演出協力）

2018年
- 高分少女（演出協力）

2019年
- 一拳超人（演出）

2020年
- 科學超電磁砲T（佈局監修）
- 大欺詐師（分鏡、演出）

2021年
- EDENS ZERO（演出）
- 平穩世代的韋駄天們（演出）

2022年
- 處刑少女的生存之道（分鏡、演出）

2024年
- 月光下的異世界之旅 第二幕（演出）
- 蔚藍檔案 The Animation（演出）※櫻美勝志名義。

2025年
- 差點在迷宮深處被信任的夥伴殺掉，但靠著天賜技能「無限扭蛋」獲得等級9999的夥伴，我要向前隊友和世界展開復仇&「給他們好看！」（導演[6]）

### 電影動畫
1986年
- A子計劃（動畫）

1994年
- 黑暗邊緣（日语：ダークサイド・ブルース）（原畫）

1996年
- 秀逗魔導士RETURN（原畫）

1997年
- 秀逗魔導士GREAT（原畫）

1999年
- 少女革命歐蒂娜：思春期默示錄（演出）

2007年
- 劇場版 灼眼的夏娜（原畫）

2019年
- 劇場版 在地下城尋求邂逅是否搞錯了什麼 -獵戶座之箭-（導演）

### OVA
1985年
- 乳霜檸檬PART9 Happening Summer（動畫）※櫻美宮工名義。18禁作品。
- 乳霜檸檬PART10 STAR TRAP（動畫）※櫻美宮工名義。18禁作品。

1986年
- 乳霜檸檬PART11 黑貓館（動畫）※櫻美宮工名義。18禁作品。
- 戰鬥吧!! 伊庫薩1 ACT.II 伊庫薩Σ的挑戰（動畫）※櫻美勝志名義。
- 湘南爆走族 剩下的跑步屋們（動櫻）※櫻美勝志名義。

1988年
- 戰鬥吧!! 伊庫薩1 ACT.III 完結篇（動畫）※櫻美勝志名義。
- 吸血姬美夕（—1989年，動畫）

1989年
- 極黑之翼巴魯基薩斯（日语：極黒の翼バルキサス）（原畫、動畫檢查）
- GALL FORCE 地球章（日语：ガルフォース）（原畫、動畫檢查）

1990年
- SD鋼彈外傳 捷古自護篇（原畫）
- 羅德斯島戰記（原畫）

1991年
- 夢枕獏 暮色劇場「四疊半漂流記」（原畫）

1994年
- 非常偶像Key（—1997年，原畫）

1996年
- MAZE☆爆熱時空（原畫）
- 宇宙戰艦山本洋子（原畫）
- 秀逗魔導士SPECIAL（—1997年，原畫）

1997年
- 雷阿斯（原畫）
- AIKa（—1999年，原畫）

1998年
- 秀逗魔導士EXCELLENT（—1999年，分鏡、原畫）
- 機械巨神 地球靜止之日（原畫）

2001年
- 校園外星人（分鏡、演出）

## 腳註

## 相關項目
- 漆原智志
- 長井龍雪
- 日本動畫師列表（日语：アニメ関係者一覧）